# Eystein I al Norvegiei
Eystein Magnusson - în norvegiană: Øystein Magnusson -  (n. 1088, Norvegia – d. 29 august 1123, Hustad⁠(d), Fræna, Provincie a Norvegiei (fylke), Norvegia) a fost regele Norvegiei din 1103 până în 1123, împreună cu frații săi, Sigurd Cruciatul și Olaf Magnusson.
În timp ce Sigurd a câștigat faima ca rege războinic, Eystein a fost posterizat în legende ca un rege pașnic, care a rămas acasă în Norvegia și a îmbunătățit țara. Deși Eystein nu a fost implicat niciodată în război, se cunosc puține informații despre el, în ciuda domniei sale lungi de 20 de ani. Eystein a câștigat totuși afecțiunea oamenilor săi și a fost foarte apreciat de către scriitorii istorici care au scris despre ei. Domnia lui Eystein și Sigurd a devenit cea mai lungă co-guvernare din istoria Norvegiei.
Deși literatura de specialitate de mai târziu povestește întâmplări despre cei doi regi, Eystein este cunoscut pentru că a îmbunătățit infrastructura și a ridicat clădiri și biserici, în special pe coasta de vest, în Norvegia și Trøndelag, de la Bergen la centrul de pescuit din Lofoten, în nord. Activitățile lui au fost centrate mai ales în Bergen, care a devenit un nod important de comerț internațional pentru pești. Activitățile sale în Bergen au inclus mutarea scaunul regal într-o locație mai centrală a orașului și construirea unui nou palat regal, precum și construirea bisericilor și Abației Munkeliv.
Eystein a murit în august 1123 iar fratele său Sigurd a devenit unicul rege norvegian.